# Abdoldjavad Falaturi
Abdoldjavad Falaturi (persisch عبدالجواد فلاطوری Abdoldschawad Falaturi, DMG ʿAbd-al-Ǧawād Falāṭūrī; * 19. Januar 1926 in Isfahan; † 30. Dezember 1996 in Berlin) war ein iranisch-deutscher Islamwissenschaftler. In Deutschland engagierte er sich besonders bei der Erforschung des schiitischen Islam sowie im christlich-islamischen Dialog.

## Leben
Falaturi legte 1943 an einer deutsch-persischen Schule sein Abitur ab. Anschließend studierte er islamische Wissenschaften (arabische Literatur, islamisches Recht, islamische Geschichte, Theologie, Logik, Philosophie) an Medresen in Isfahan (zwei Jahre), Teheran (zwei Jahre), Maschhad (sechs Jahre) und erneut Teheran (weitere drei Jahre). Nach dem Abschluss seiner Studien mit einem Idschtihād-Grad 1950 und einem Bachelor of Arts in Philosophie 1954 zog er 1954 nach Deutschland, wo er in Mainz, Köln und Bonn Philosophie, Vergleichende Religionswissenschaft (bei Gustav Mensching) und Psychologie sowie Griechisch und Latein studierte. 1962 bzw. 1964 promovierte Falaturi bei Gottfried Martin mit einer Arbeit über die Interpretation der Kantischen Ethik im Lichte der Achtung.
Während er an seiner Habilitation arbeitete, lehrte Falaturi an den Universitäten Hamburg (1961–64) und Köln (1964–1973) Persisch und Islamwissenschaften. Die Habilitation erfolgte 1973 mit Umgestaltung der griechischen Philosophie durch die islamische Denkweise. Von 1974 bis 1991 lehrte er an der Universität Köln islamische Philosophie, Theologie und Jurisprudenz.
Falaturi war von 1965 bis 1975 wesentlich an der Einrichtung der Schia-Bibliothek am Orientalischen Seminar der Universität zu Köln beteiligt, deren Gründung noch in die Zeit des damaligen Seminarleiters Erwin Gräf fiel und deren Leitung nach Falaturi von Werner Diem fortgesetzt wurde.
Nach der islamischen Revolution im Iran war Falaturi einer der wenigen persischen religiösen Gelehrten, die weiterhin mit den Autoritäten der Azhar-Universität in Kontakt blieben. So wurde er Mitglied des Obersten Rates für Islamische Angelegenheiten der Azhar-Universität.
Falaturi war 1986 Gründungsmitglied des Zentralrats der Muslime in Deutschland und 1978 Mitbegründer der Kölner „Islamischen Wissenschaftlichen Akademie zur Erforschung der Wechselbeziehungen zur abendländischen Geistesgeschichte und Kultur“ (ISWA; 1997 aufgelöst), die von 1986 bis 1992 die Schia-Bibliothek finanzierte.
Falaturi gründete das Kölner Schulbuchanalyseprojekt, das ab 1981 alle zugelassenen Schulbücher in Deutschland auf ihr Islambild hin untersuchte. 1988 wurde dieses Projekt als Islam in Textbooks internationalisiert.
1991 erschien die von seinem langjährigen Mitarbeiter Udo Tworuschka herausgegebene Festschrift für Falaturi Gottes ist der Orient - Gottes ist der Okzident. Festschrift für Abdoldjavad Falaturi zum 65. Geburtstag (= Kölner Veröffentlichungen zur Religionsgeschichte. 21) bei Böhlau mit Beiträgen von Angelika Neuwirth, Albrecht Noth, Ernst Klingmüller, Axel Köhler, Jamal al Dîn Mohammad Mahmud, Roswitha Badry, Smail Balić, Werner Ende, Ingrid Craemer-Ruegenberg, Hans Daiber, Gerhard Endreß, Egbert Meyer, Tilman Nagel, Bert G. Fragner, Ulrich Haarmann, Klaus Kreiser.
Falaturi erlitt im Oktober 1996 einen Herzinfarkt, an dessen Folgen er drei Monate später starb. Er ist in seinem Geburtsort auf dem Friedhof „Rosengarten der Märtyrer“ beerdigt. Sein literarischer Nachlass befindet sich in der Imam-Ali-Moschee des 2024 verbotenen Islamischen Zentrums Hamburg.
Anlässlich des 10. Todestages Falaturis fand am 27. und 28. April 2007 an der Universität zu Köln eine internationale Tagung von Wissenschaftlern und Vertretern muslimischer Verbände (Udo Tworuschka, Reinhard Kirste, Mohamed Baqer Talgharizade, Nadeem Elyas, Ali Kızılkaya, Klaus Lefringhausen, Sabiha El-Zayat, Mohamed Heidari, Tariq Ramadan, Hortense Reintjens-Anwari, Schams Anwari, Kamran Amir Arjomand, Houaida Taraji, Ali Rahbar, Bekir Alboğa, Marco Schöller, Navid Kermani) statt.

## Veröffentlichungen
Bücher als Autor
- Zur Interpretation der kantischen Ethik im Lichte der Achtung. Mit einem Anhang. Vorarbeit zu Studien zu einem allgemeinen Kantwörterbuch. Bonn 1965 (Dissertation, Universität Bonn, 1965).
- Einführungskurs in die persische Sprache in 20 Lektionen. Deutsche Stiftung für Entwicklungsländer, Zentralstelle für Auslandskunde, Bad Honnef 1971.
- Der Islam im Dialog. Aufsätze. 2. Auflage. Islamische Wissenschaftliche Akademie, Köln 1979; 5. Auflage. 1996.
- mit A. K. Brohi, Erwin Gräf, Reinhard May, Richard A. Debs, Farhat J. Ziadeh, Konrad Dilger: Beiträge zu islamischem Rechtsdenken (= Studien zu nichteuropäischen Rechtstheorien. Band 2). Redaktion R. May. Steiner, Wiesbaden/Stuttgart 1986, ISBN 3-515-04474-4.
- Al-Islām ka-māʿaraḍathu al-kutub al-madrasīya ad-dīnīya fī Ūrubbā. Islamische Wissenschaftliche Akademie, Köln 1990, ISBN 3-89108-007-7.
  - Englische Ausgabe: Islam in religious education textbooks in Europe. Islamische Wissenschaftliche Akademie, Köln 1990, ISBN 3-89108-005-0.
- Muslim thoughts for teachers and textbooks authors. Übersetzt von Herbert Schultze. Islamische Wissenschaftliche Akademie, Köln 1990, ISBN 3-89108-006-9.
- mit Udo Tworuschka: Der Islam im Unterricht. Beiträge zur interkulturellen Erziehung in Europa (= Beilage zu den Studien zur internationalen Schulbuchforschung). Diesterweg, Braunschweig 1991; 2. Auflage. 1992.
  - Übersetzung: A guide to the presentation of Islam in school textbooks (= CSIC papers. Europe/Africa, No. 8). CSIC, Birmingham 1992, ISBN 0-946931-01-1.
- Westliche Menschenrechtsvorstellungen und Koran: Vorträge und Aufsätze. Islamische Wissenschaftliche Akademie, Köln 1992.
- Grundkonzept und Hauptideen des Islam. Islamische Akademie Deutschland, Hamburg 2002.
- Dialog zwischen Christentum und Islam (= Islamische Akademie Deutschland. Band 1). 2. Ausgabe. Islamische Akademie Deutschland, Hamburg 2002, ISBN 3-9808229-1-5.

Aufsätze
- Der Islam. Eine Religion mit gesellschaftlichem und politischem Engagement. In: Beiträge zur Konfliktforschung. Psychopolitische Aspekte. Band 1 (1980), S. 49–70.
- Der Islam heute und sein Verhältnis zum Osten und Westen. In: Theologische Quartalschrift. Band 161 (1981), H. 3, S. 209–219.
- Gott und Mensch aus islamischer Sicht. In: Arabisches Kulturzentrum Köln: Im Gespräch: Islam und Christentum. 1981, S. 57–83, .
- Spiritualität – Harmonie von Körper, Seele und Geist. In: Islamisches Zentrum Hamburg: Al-Fadschr – Die Morgendämmerung. Band 20, S. 34–36.
- Der Islam. Religion der Rahma, der Barmherzigkeit. In: Abdoldjavad Falaturi, Jakob J. Petuchowski, Walter Strolz (Hrsg.): Universale Vaterschaft Gottes. Begegnung der Religionen (= Stiftung Oratio Dominica. Weltgespräch der Religionen. Schriftenreihe zur grossen Ökumene. Band 14). Herder, Freiburg im Breisgau u. a. 1987, ISBN 3-451-21098-3, S. 67–87.
- Die Šarīʿa – das islamische Rechtssystem. In: Bayerische Landeszentrale für politische Bildungsarbeit: Weltmacht Islam. 1988, S. 93–118.
- Möglichkeiten und Grenzen eines interkulturellen Gesprächs. In: Michael Klöcker, Udo Tworuschka (Hrsg.): Miteinander – was sonst? Multikulturelle Gesellschaft im Brennpunkt. Böhlau, Köln 1990, S. 45–47.
- Toleranz und Friedenstraditionen im Islam. In: Peter Michael Pflüger (Hrsg.): Gewalt – warum? Der Mensch: Zerstörer und Gestalter [… Referate des Jahreskongresses 1991 der Internationalen Gesellschaft für Tiefenpsychologie]. Walter, Olten 1992, S. 62–81.
- Islam und säkulares Denken. In: Dialog der Religionen. Band 5 (1995), S. 122–129.

Als Herausgeber
- mit Walter Strolz: Glauben an den einen Gott. Menschliche Gotteserfahrung im Christentum und im Islam (= Veröffentlichungen der Stiftung Oratio Dominica). Herder, Freiburg im Breisgau u. a. 1975, ISBN 3-451-17363-8.
- mit Jakob J. Petuchowski, Walter Strolz: Drei Wege zu dem einen Gott. Glaubenserfahrung in den monotheistischen Religionen. Herder, Freiburg im Breisgau u. a. 1976.
- mit Walter Strolz, Shemaryahu Talmon: Zukunftshoffnung und Heilserwartung in den monotheistischen Religionen (= Veröffentlichungen der Stiftung Oratio Dominica. Weltgespräch der Religionen. Band 9). Herder, Freiburg im Breisgau u. a. 1983, ISBN 3-451-19893-2.
- mit Michael Klöcker, Udo Tworuschka: Religionsgeschichte in der Öffentlichkeit (= Kölner Veröffentlichungen zur Religionsgeschichte. Band 1). Böhlau, Köln und Wien 1983, ISBN 3-412-04783-X.
- Der Islam in den Schulbüchern der Bundesrepublik Deutschland (= Studien zur internationalen Schulbuchforschung). 7 Bände. Georg-Eckert-Institut für internationale Schulbuchforschung, Braunschweig und Diesterweg, Frankfurt am Main 1986–1990.
- mit Jakob J. Petuchowski, Walter Strolz: Universale Vaterschaft Gottes. Begegnung der Religionen (= Stiftung Oratio Dominica. Weltgespräch der Religionen. Schriftenreihe zur grossen Ökumene. Band 14). Herder, Freiburg im Breisgau u. a. 1987, ISBN 3-451-21098-3.
- Katalog der Bibliothek des schiitischen Schrifttums im Orientalischen Seminar der Universität zu Köln. Saur, München u. a. 1988, ISBN 3-598-10761-7.